# SN 1973U
SN 1973U – supernowa typu II odkryta 24 grudnia 1973 roku w galaktyce IC 43. W momencie odkrycia miała maksymalną jasność 16,50m.